# Spiradiclis cordata
Spiradiclis cordata är en måreväxtart som beskrevs av Hsien Shui Lo och W.L.Sha. Spiradiclis cordata ingår i släktet Spiradiclis och familjen måreväxter. Inga underarter finns listade i Catalogue of Life.